# Gündlkofen
Gündlkofen (bis 1875 Gindlkofen) ist eine Gemarkung und ein Ortsteil der Gemeinde Bruckberg  im Landkreis Landshut in Niederbayern.

## Geographie
Das Pfarrdorf liegt rund neun Kilometer westlich des Stadtzentrums von Landshut. Bis 1978 bestand die Gemeinde Gündlkofen.
Die Gemarkung Gündlkofen liegt vollständig auf dem Gebiet der Gemeinde Bruckberg. Auf ihr liegen die Bruckberger Gemeindeteile Antloh, Gündlkofen und Ried.

## Lage
Das Dorf liegt am nördlichen Rand des Isartals etwa drei Kilometer vom Fluss und angrenzendem Echinger Stausee entfernt. Die Besiedlung erstreckt sich vom Bahnhaltepunkt Gündlkofen in den ehemaligen Isarauen bis auf die umliegenden Hügel. In Gündlkofen treffen zwei Seitentäler auf das Isartal: das des Osterbaches aus Richtung Widdersdorf und des Holzgrabens aus Richtung Tondorf.

## Geschichte
Bereits im Jahr 880 wurde Gündlkofen erstmals erwähnt. Von der ehemals romanische Kirche aus dem 14. Jahrhundert sind noch die Altarflügel des Hochaltars in der jetzigen Kirche St. Peter erhalten. Diese wurde im Rokokostil nach Plänen des Landshuter Hofmaurermeisters Johann Georg Hirschstötter zwischen 1746 und 1756 errichtet und ist den Heiligen Peter und Paul geweiht. Die Altarfiguren stammen von Christian Jorhan dem Älteren, der sie 1790 fertigte.
Die im Jahr 1818 durch das bayerische Gemeindeedikt begründete Gemeinde umfasste die Orte Gündlkofen, Antloh und Ried und gehörte seit 1862 zum Bezirksamt Landshut. Im Jahr 1875 wurde der Name der Gemeinde amtlich von Gindlkofen in Gündlkofen geändert. Die Gemeinde Gündlkofen im Landkreis Landshut hatte 1961 571 Einwohner, davon 510 im Pfarrdorf Gündlkofen. Weitere Orte waren die Weiler Antloh und Ried. Am 1. Juli 1972 erfolgte die Eingemeindung der Gemeinde Tondorf mit deren Ortsteilen Tondorf, Oberlenghart, Reith und Unterlenghart. Am 1. Mai 1978 wurde die Gemeinde Gündlkofen im Zuge der Gebietsreform in Bayern in die Gemeinde Bruckberg eingegliedert, die zeitgleich vom oberbayerischen Landkreis Freising in den Landkreis Landshut im Regierungsbezirk Niederbayern umgegliedert wurde.

### Einwohnerentwicklung
Die Einwohnerzahl der ehemaligen Gemeinde Gündlkofen lag im Jahr 1900 bei 246 Einwohnern im Jahr 1950 bei 503 und 1970 bei 663. Die Einwohnerzahl der 1972 eingemeindeten ehemaligen Gemeinde Tondorf lag im Jahr 1900 bei 211 Einwohnern im Jahr 1950 bei 362 und 1970 bei 271. Auf den Gebietsstand der Gemeinde Gündlkofen von 1978 bezogen lebten im Jahr 1987 auf dieser Teilfläche der Gemeinde Bruckberg 1246 Einwohner.

## Infrastruktur
Der Ort besitzt einen Haltepunkt an der Bahnstrecke München–Regensburg. Außerdem ist er an das Landshuter Busnetz angeschlossen (Linie 9), für Schüler besteht eine Busverbindung zum Maristen-Gymnasium Furth. Gündlkofen besitzt eine Grund- und Mittelschule sowie eine Kindertagesstätte, bestehend aus Kindergarten und Kinderkrippe, jeweils mit ganztägiger Betreuung.